# Abschnittsbefestigung Haselleite
Die Abschnittsbefestigung Haselleite bezeichnet eine abgegangene spätmittelalterliche Höhenburg bei 663 m ü. NHN etwa 2500 m nordöstlich der Ortskapelle St. Korbinian in Kleinweil, einem Gemeindeteil der Gemeinde Großweil im Landkreis Garmisch-Partenkirchen in Bayern. Die Anlage wird als Bodendenkmal unter der Aktennummer D-1-8233-0002 als „Abschnittsbefestigung des hohen oder späten Mittelalters (Vorwerk zu Burgstall D-1-8233-0001)“ geführt.

## Beschreibung
Die rautenförmige Abschnittsbefestigung liegt auf einem Höhenrücken. 400 m nordöstlich befindet sich der Burgstall Mühleck. Die Anlage besitzt in der Nord-Süd-Richtung die Ausmaße von ca. 30 m und in West-Ost-Richtung von 40 m. Das Burgareal ist heute bewaldet.